# Challenger de Nápoles 2021
El torneo Tennis Napoli Cup 2021 fue un torneo de tenis perteneciente al ATP Challenger Tour 2021 en la categoría Challenger 80. Se trató de la 20.ª edición, el torneo tuvo lugar en la ciudad de Nápoles (Italia), desde el 04 hasta el 10 de octubre de 2021 sobre pista de tierra batida.

## Jugadores participantes del cuadro de individuales
| Favorito | País                        | Jugador              | Rank1 | Posición en el torneo |
| -------- | --------------------------- | -------------------- | ----- | --------------------- |
| 1        | Bandera de Italia           | Stefano Travaglia    | 97    | Semifinales           |
| 2        | Bandera de Eslovaquia       | Andrej Martin        | 122   | Segunda ronda         |
| 3        | Bandera de Alemania         | Yannick Hanfmann     | 123   | Segunda ronda         |
| 4        | Bandera de los Países Bajos | Tallon Griekspoor    | 131   | CAMPEÓN               |
| 5        | Bandera de República Checa  | Zdeněk Kolář         | 148   | Segunda ronda         |
| 6        | Bandera de Italia           | Alessandro Giannessi | 181   | Primera ronda, retiro |
| 7        | Bandera de Italia           | Gian Marco Moroni    | 205   | Cuartos de final      |
| 8        | Bandera de Italia           | Lorenzo Giustino     | 213   | Primera ronda         |

- 1 Se ha tomado en cuenta el ranking del 27 de septiembre de 2021.

### Otros participantes
Los siguientes jugadores recibieron una invitación (wild card), por lo tanto ingresan directamente al cuadro principal (WC):
- Matteo Arnaldi
- Jacopo Berrettini
- Luca Nardi

Los siguientes jugadores ingresan al cuadro principal tras disputar el cuadro clasificatorio (Q):
- Bogdan Ionuț Apostol
- Raúl Brancaccio
- Marco Miceli
- Julian Ocleppo

## Campeones

### Individual Masculino
- Tallon Griekspoor derrotó en la final a  Andrea Pellegrino, 6–3, 6–2

### Dobles Masculino
- Dustin Brown /  Andrea Vavassori derrotaron en la final a  Mirza Bašić /  Nino Serdarušić, 7–5, 7–6(5)